# Aedes hensilli
Aedes hensilli är en tvåvingeart som beskrevs av Farner 1945. Aedes hensilli ingår i släktet Aedes och familjen stickmyggor. Inga underarter finns listade i Catalogue of Life.